# ATC (P01)
Jest to część klasyfikacji anatomiczno-terapeutyczno-chemicznej:
- P – Leki przeciwpasożytnicze, owadobójcze i repelenty
  - P 01 – Leki przeciwpierwotniakowe
  - P 02 – Leki przeciwrobacze
  - P 03 – Środki przeciw pasożytom zewnętrznym, w tym świerzbowcobójcze, owadobójcze i repelenty

Obejmuje ona leki stosowane przeciw pierwotniakom:

## P 01 A – Leki przeciwpełzakowicyi innym chorobom pierwotniakowym
- P 01 AA – Pochodne hydroksychinoliny
  - P 01 AA 01 – broksychinolina
  - P 01 AA 02 – kliochinol
  - P 01 AA 04 – chlorochinaldol
  - P 01 AA 05 – tilbrochinol
  - P 01 AA 30 – tilbrochinol i tylichinol
  - P 01 AA 52 – kliochinol w połączeniach
- P 01 AB – Pochodne nitroimidazolu
  - P 01 AB 01 – metronidazol
  - P 01 AB 02 – tinidazol
  - P 01 AB 03 – ornidazol
  - P 01 AB 04 – azanidazol
  - P 01 AB 05 – propenidazol
  - P 01 AB 06 – nimorazol
  - P 01 AB 07 – seknidazol
  - P 01 AB 51 – metronidazol i furazolidon
  - P 01 AB 52 – metronidazol i diloksanid
- P 01 AC – Pochodne dichloroacetamidu
  - P 01 AC 01 – diloksanid
  - P 01 AC 02 – klefamid
  - P 01 AC 03 – etofamid
  - P 01 AC 04 – teklozan
- P 01 AR – Związki arsenu
  - P 01 AR 01 – arstinol
  - P 01 AR 02 – difetarson
  - P 01 AR 03 – glikobiarsol
  - P 01 AR 53 – glikobiarsol w połączeniach
- P 01 AX – Inne
  - P 01 AX 01 – chiniofon
  - P 01 AX 02 – emetyna
  - P 01 AX 04 – fanchinon
  - P 01 AX 05 – mepakryna
  - P 01 AX 06 – atowakwon
  - P 01 AX 07 – trimetreksat
  - P 01 AX 08 – tenonitrozol
  - P 01 AX 09 – dihydroemetyna
  - P 01 AX 10 – fumagilina
  - P 01 AX 11 – nitazoksanid
  - P 01 AX 52 – emetyna w połączeniach

## P 01 B –Leki przeciwmalaryczne
- P 01 BA – Pochodne aminochinoliny
  - P 01 BA 01 – chlorochina
  - P 01 BA 02 – hydroksychlorochina
  - P 01 BA 03 – prymachina
  - P 01 BA 06 – amodiachina
  - P 01 BA 07 – tafenochina
- P 01 BB – Biguanidy
  - P 01 BB 01 – prokwanil
  - P 01 BB 02 – embonian cykloguanilu
  - P 01 BB 51 – prokwanil i atowakwon
  - P 01 BB 52 – chlorochina i prokwanil
- P 01 BC – Metanalochinoliny
  - P 01 BC 01 – chinina
  - P 01 BC 02 – meflochina
- P 01 BD – Diaminopirymidyny
  - P 01 BD 01 – pirymetamina
  - P 01 BD 51 – pirymetamina w połączeniach
- P 01 BE – Artemizynina i pochodne
  - P 01 BE 01 – artemizynina
  - P 01 BE 02 – artemeter
  - P 01 BE 03 – artezunat
  - P 01 BE 04 – artemotil
  - P 01 BE 05 – artenimol (dihydroartemizynina)
- P 01 BF – Artemizynina i pochodne w połączeniach
  - P 01 BF 01 – artemeter i lumefantryna
  - P 01 BF 02 – artezunat i meflochina
  - P 01 BF 03 – artezunat i amodiachina
  - P 01 BF 04 – artezunat, sulfalen i pirymetamina
  - P 01 BF 05 – artenimol i piperachina
  - P 01 BF 06 – artezunat i pyronarydyna
  - P 01 BF 07 – artemizynina i piperachina
  - P 01 BF 08 – artemizynina i naftochina
  - P 01 BF 09 – artezunat, sulfadoksyna i pirymetamina
- P 01 BX – Inne
  - P 01 BX 01 – halofantryna
  - P 01 BX 02 – arterolan i piperachina

## P 01 C – Leki przeciwleiszmaniozieitrypanosomozie
- P 01 CA – Pochodne nitroimidazolu
  - P 01 CA 02 – benznidazol
  - P 01 CA 03 – feksinidazol
- P 01 CB – Związki antymonu
  - P 01 CB 01 – antymonian megluminy
  - P 01 CB 02 – stilboglukonian sodu
- P 01 CC – Pochodne nitrofuranu
  - P 01 CC 01 – nifurtymoks
  - P 01 CC 02 – nitrofural
- P 01 CD – Związki arsenu
  - P 01 CD 01 – melarsoprol
  - P 01 CD 02 – acetarsol
- P 01 CX – Inne
  - P 01 CX 01 – izetionian pentamidyny
  - P 01 CX 02 – suramina
  - P 01 CX 03 – eflornityna
  - P 01 CX 04 – miltefozyna